# Hartmut Bechmann
Hartmut Bechmann (* 10. Juni 1939 in Ernstthal; † 4. November 2013 in Lauscha, OT Ernstthal) war ein deutscher Kunstglasbläser, Glasgestalter und -künstler sowie Bildhauer.

## Leben
Nach dem Schulbesuch absolvierte Hartmut Bechmann von 1955 bis 1958 eine Lehre als Glasapparatebläser in Jena. Nach dem Dienst bei der NVA arbeitete er von 1961 bis 1974 als Glasbläser im VEB Glasbearbeitung Neuhaus. Daneben machte er von 1971 bis 1973 ein Studium als Glasgestalter an der Fachschule für Angewandte Kunst Schneeberg. Ab 1974 war Bechmann freischaffend tätig. Er errichtete sich in Ernstthal ein eigenes Atelier mit Schmelzofen und spezialisierte sich u. a. auf die hüttenmäßige Gestaltung des Glases. Darüber hinaus beschäftigte er sich ab 1975 auch mit Bildhauerei (Stein-, Holz- und Bronzeplastiken).
Bechmann war von 1974 bis 1990 Verband Bildender Künstler der DDR und dann des Verbandes Bildender Künstler Thüringen e. V.
Arbeiten Bechmanns wurden außer in der DDR und der Bundesrepublik u. a. auch im Corning Museum of Glass und in Luzern ausgestellt. 1978 erhielt Bechmann ein Ehrendiplom der II. Quadriennale des Kunsthandwerks sozialistischer Länder in Erfurt.
1997 beteiligte Bechmann sich am 5. Internationalen Glassymposium Lauscha.
Arbeiten Bechmanns befinden sich in öffentlichen Sammlungen und Museen, u. a. im Museum für Glaskunst Lauscha.

## Ausstellungen (mutmaßlich unvollständig)

### Einzelausstellungen
- 1984: Berlin, Galerie Unter den Linden
- 1989: Dresden, Neue Dresdener Galerie (Glasgestaltung; Zeichnungen, Plastik)
- 2009: Lauscha, Museum für Glaskunst („Ich habe immer mein eigenes Gemenge gemacht ...“)

### Teilnahme an zentralen und wichtigen regionalen Ausstellungen in der DDR
- 1975, 1978 und 1984: Suhl, Bezirkskunstausstellungen
- 1977 und 1983: Leipzig, Museum für Kunsthandwerk, und Berlin, Ausstellungszentrum am Fernsehturm („Glaskunst in der DDR“)
- 1977/1978, 1982/1983 und 1987/1988: Dresden, VIII. bis X. Kunstausstellung der DDR
- 1978 und 1982: Erfurt, II. und III. Quadriennale des Kunsthandwerks sozialistischer Länder
- 1987: Berlin, Galerie Unter den Linden („Glas der DDR“)